# Sybra nitida
Sybra nitida là một loài bọ cánh cứng trong họ Cerambycidae.